# Josef Miso
Josef Miso (Trnava, 18 ottobre 1973) è un allenatore di calcio ed ex calciatore slovacco, di ruolo attaccante.

## Carriera

### Giocatore

#### Club
Miso cominciò la carriera con la maglia dello Spartak Trnava. Dal 1995 al 2003, militò nelle file dei costaricani dell'Alajuelense. L'anno seguente, fu ingaggiato dal Brujas, per poi passare al Santos de Guápiles nel corso dello stesso 2004. Nel 2005 fu in forza al Carmelita, per poi trasferirsi allo Herediano. Nel 2006, fu messo sotto contratto dai norvegesi del Sandefjord. Giocò una sola partita nell'Eliteserien, subentrando a Samuel Isaksen nella sconfitta per 0-2 contro il Brann, datata 13 maggio. Tornò poi allo Herediano. Totalizzò 244 presenze nella Primera División de Costa Rica, con 87 reti all'attivo.

### Allenatore
Ad agosto 2012, fu l'allenatore del Pérez Zeledón.